# Motociklistična Velika nagrada Italije
Motociklistična Velika nagrada Italije je motociklistična dirka svetovnega prvenstva od sezone 1991. Pred tem je v Italiji potekala prvenstvena dirka pod imenom Nations Grand Prix vse od sezone 1949.

## Zmagovalci

### Velika nagrada Italija
| Sezona | Dirkališče                                          | 125 cm3/Moto3                                       | 250 cm3/Moto2                                       | 500 cm3/MotoGP                                      | Poročilo                                            |
| ------ | --------------------------------------------------- | --------------------------------------------------- | --------------------------------------------------- | --------------------------------------------------- | --------------------------------------------------- |
| 2022   | Mugello                                             | Sergio García                                       | Pedro Acosta                                        | Francesco Bagnaia                                   | Poročilo                                            |
| 2021   | Mugello                                             | Dennis Foggia                                       | Remy Gardner                                        | Fabio Quartararo                                    | Poročilo                                            |
| 2020   | odpoved zaradi Pandemije koronavirusne bolezni 2019 | odpoved zaradi Pandemije koronavirusne bolezni 2019 | odpoved zaradi Pandemije koronavirusne bolezni 2019 | odpoved zaradi Pandemije koronavirusne bolezni 2019 | odpoved zaradi Pandemije koronavirusne bolezni 2019 |
| 2019   | Mugello                                             | Tony Arbolino                                       | Álex Márquez                                        | Danilo Petrucci                                     | Poročilo                                            |
| 2018   | Mugello                                             | Jorge Martín                                        | Miguel Oliveira                                     | Jorge Lorenzo                                       | Poročilo                                            |
| 2017   | Mugello                                             | Andrea Migno                                        | Mattia Pasini                                       | Andrea Dovizioso                                    | Poročilo                                            |
| 2016   | Mugello                                             | Brad Binder                                         | Johann Zarco                                        | Jorge Lorenzo                                       | Poročilo                                            |
| 2015   | Mugello                                             | Miguel Oliveira                                     | Esteve Rabat                                        | Jorge Lorenzo                                       | Poročilo                                            |
| 2014   | Mugello                                             | Romano Fenati                                       | Esteve Rabat                                        | Marc Márquez                                        | Poročilo                                            |
| 2013   | Mugello                                             | Luis Salom                                          | Scott Redding                                       | Jorge Lorenzo                                       | Poročilo                                            |
| 2012   | Mugello                                             | Maverick Viñales                                    | Andrea Iannone                                      | Jorge Lorenzo                                       | Poročilo                                            |
| 2011   | Mugello                                             | Nicolás Terol                                       | Marc Márquez                                        | Jorge Lorenzo                                       | Poročilo                                            |
| 2010   | Mugello                                             | Marc Márquez                                        | Andrea Iannone                                      | Dani Pedrosa                                        | Poročilo                                            |
| 2009   | Mugello                                             | Bradley Smith                                       | Mattia Pasini                                       | Casey Stoner                                        | Poročilo                                            |
| 2008   | Mugello                                             | Simone Corsi                                        | Marco Simoncelli                                    | Valentino Rossi                                     | Poročilo                                            |
| 2007   | Mugello                                             | Hector Faubel                                       | Alvaro Bautista                                     | Valentino Rossi                                     | Poročilo                                            |
| 2006   | Mugello                                             | Mattia Pasini                                       | Jorge Lorenzo                                       | Valentino Rossi                                     | Poročilo                                            |
| 2005   | Mugello                                             | Gabor Talmacsi                                      | Daniel Pedrosa                                      | Valentino Rossi                                     | Poročilo                                            |
| 2004   | Mugello                                             | Roberto Locatelli                                   | Sebastian Porto                                     | Valentino Rossi                                     | Poročilo                                            |
| 2003   | Mugello                                             | Lucio Cecchinello                                   | Manuel Poggiali                                     | Valentino Rossi                                     | Poročilo                                            |
| 2002   | Mugello                                             | Manuel Poggiali                                     | Marco Melandri                                      | Valentino Rossi                                     | Poročilo                                            |
| 2001   | Mugello                                             | Noboru Ueda                                         | Tetsuya Harada                                      | Alex Barros                                         | Poročilo                                            |
| 2000   | Mugello                                             | Roberto Locatelli                                   | Shinya Nakano                                       | Loris Capirossi                                     | Poročilo                                            |
| 1999   | Mugello                                             | Roberto Locatelli                                   | Valentino Rossi                                     | Álex Crivillé                                       | Poročilo                                            |
| 1998   | Mugello                                             | Tomomi Manako                                       | Marcellino Lucchi                                   | Michael Doohan                                      | Poročilo                                            |
| 1997   | Mugello                                             | Valentino Rossi                                     | Max Biaggi                                          | Michael Doohan                                      | Poročilo                                            |
| 1996   | Mugello                                             | Peter Öttl                                          | Max Biaggi                                          | Michael Doohan                                      | Poročilo                                            |
| 1995   | Mugello                                             | Haruchika Aoki                                      | Max Biaggi                                          | Michael Doohan                                      | Poročilo                                            |
| 1994   | Mugello                                             | Noboru Ueda                                         | Ralf Waldmann                                       | Michael Doohan                                      | Poročilo                                            |
| 1993   | Misano                                              | Dirk Raudies                                        | Jean-Philippe Ruggia                                | Luca Cadalora                                       | Poročilo                                            |
| 1992   | Mugello                                             | Ezio Gianola                                        | Luca Cadalora                                       | Kevin Schwantz                                      | Poročilo                                            |
| 1991   | Misano                                              | Fausto Gresini                                      | Luca Cadalora                                       | Michael Doohan                                      | Poročilo                                            |

### Nations Grand Prix
| Sezona | Dirkališče | 80 cm³               | 125 cm³            | 250 cm³           | 350 cm³            | 500 cm³              | Poročilo |
| ------ | ---------- | -------------------- | ------------------ | ----------------- | ------------------ | -------------------- | -------- |
| 1990   | Misano     |                      | Jorge Martinez     | John Kocinski     |                    | Wayne Rainey         | Poročilo |
| 1989   | Misano     |                      | Ezio Gianola       | Sito Pons         |                    | Pier-Francesco Chili | Poročilo |
| 1988   | Imola      | Jorge Martinez       | Jorge Martinez     | Dominique Sarron  |                    | Eddie Lawson         | Poročilo |
| 1987   | Monza      | Jorge Martinez       | Fausto Gresini     | Anton Mang        |                    | Wayne Gardner        | Poročilo |
| 1986   | Monza      | Stefan Dörflinger    | Fausto Gresini     | Anton Mang        |                    | Eddie Lawson         | Poročilo |
| 1985   | Mugello    | Jorge Martinez       | Pier Paolo Bianchi | Freddie Spencer   |                    | Freddie Spencer      | Poročilo |
| 1984   | Misano     | Pier Paolo Bianchi   | Ángel Nieto        | Fausto Ricci      |                    | Freddie Spencer      | Poročilo |
| Sezona | Dirkališče | 50 cm³               | 125 cm³            | 250 cm³           | 350 cm³            | 500 cm³              | Poročilo |
| 1983   | Monza      | Stefan Dörflinger    | Ángel Nieto        | Carlos Lavado     |                    | Freddie Spencer      | Poročilo |
| 1982   | Monza      | Eugenio Lazzarini    | Ángel Nieto        | Anton Mang        | Didier de Radigues | Franco Uncini        | Poročilo |
| 1981   | Monza      | Ricardo Tormo        | Guy Bertin         | Eric Saul         | Jon Ekerold        | Kenny Roberts        | Poročilo |
| 1980   | Misano     | Eugenio Lazzarini    | Pier Paolo Bianchi | Anton Mang        | Johnny Cecotto     | Kenny Roberts        | Poročilo |
| 1979   | Imola      | Eugenio Lazzarini    | Ángel Nieto        | Kork Ballington   | Gregg Hansford     | Kenny Roberts        | Poročilo |
| 1978   | Mugello    | Ricardo Tormo        | Eugenio Lazzarini  | Kork Ballington   | Kork Ballington    | Kenny Roberts        | Poročilo |
| 1977   | Imola      | Eugenio Lazzarini    | Pier Paolo Bianchi | Franco Uncini     | Alan North         | Barry Sheene         | Poročilo |
| 1976   | Mugello    | Ángel Nieto          | Pier Paolo Bianchi | Walter Villa      | Johnny Cecotto     | Barry Sheene         | Poročilo |
| 1975   | Imola      | Ángel Nieto          | Paolo Pileri       | Walter Villa      | Johnny Cecotto     | Giacomo Agostini     | Poročilo |
| 1974   | Imola      | Henk Van Kessel      | Ángel Nieto        | Walter Villa      | Giacomo Agostini   | Franco Bonera        | Poročilo |
| 1973   | Monza      | Jan de Vries         | Kent Andersson     |                   | Giacomo Agostini   |                      | Poročilo |
| 1972   | Imola      | Jan de Vries         | Ángel Nieto        | Renzo Pasolini    | Giacomo Agostini   | Giacomo Agostini     | Poročilo |
| 1971   | Monza      | Jan de Vries         | Gilberto Parlotti  | Gyula Marsovsky   | Jarno Saarinen     | Alberto Pagani       | Poročilo |
| 1970   | Monza      | Jan de Vries         | Ángel Nieto        | Rod Gould         | Giacomo Agostini   | Giacomo Agostini     | Poročilo |
| 1969   | Monza      | Paul Lodewijkx       | Dave Simmonds      | Phil Read         | Phil Read          | Alberto Pagani       | Poročilo |
| 1968   | Monza      |                      | Bill Ivy           | Phil Read         | Giacomo Agostini   | Giacomo Agostini     | Poročilo |
| 1967   | Monza      |                      | Bill Ivy           | Phil Read         | Ralph Bryans       | Giacomo Agostini     | Poročilo |
| 1966   | Monza      | Hans-Georg Anscheidt | Luigi Taveri       | Mike Hailwood     | Giacomo Agostini   | Giacomo Agostini     | Poročilo |
| 1965   | Monza      |                      | Hugh Anderson      | Tarquinio Provini | Giacomo Agostini   | Mike Hailwood        | Poročilo |
| 1964   | Monza      |                      | Luigi Taveri       | Phil Read         | Jim Redman         | Mike Hailwood        | Poročilo |
| 1963   | Monza      |                      | Luigi Taveri       | Tarquinio Provini | Jim Redman         | Mike Hailwood        | Poročilo |
| 1962   | Monza      | Hans-Georg Anscheidt | Teisuke Tanaka     | Jim Redman        | Jim Redman         | Mike Hailwood        | Poročilo |
| 1961   | Monza      |                      | Ernst Degner       | Jim Redman        | Gary Hocking       | Mike Hailwood        | Poročilo |
| 1960   | Monza      |                      | Carlo Ubbiali      | Carlo Ubbiali     | Gary Hocking       | John Surtees         | Poročilo |
| 1959   | Monza      |                      | Ernst Degner       | Carlo Ubbiali     | John Surtees       | John Surtees         | Poročilo |
| 1958   | Monza      |                      | Bruno Spaggiari    | Emilio Mendogni   | John Surtees       | John Surtees         | Poročilo |
| 1957   | Monza      |                      | Carlo Ubbiali      | Tarquinio Provini | Bob McIntyre       | Libero Liberati      | Poročilo |
| 1956   | Monza      |                      | Carlo Ubbiali      | Carlo Ubbiali     | Libero Liberati    | Geoff Duke           | Poročilo |
| 1955   | Monza      |                      | Carlo Ubbiali      | Carlo Ubbiali     | Dickie Dale        | Umberto Masetti      | Poročilo |
| 1954   | Monza      |                      | Guido Sala         | Arthur Wheeler    | Fergus Anderson    | Geoff Duke           | Poročilo |
| 1953   | Monza      |                      | Werner Haas        | Enrico Lorenzetti | Enrico Lorenzetti  | Geoff Duke           | Poročilo |
| 1952   | Monza      |                      | Emilio Mendogni    | Enrico Lorenzetti | Ray Amm            | Leslie Graham        | Poročilo |
| 1951   | Monza      |                      | Carlo Ubbiali      | Enrico Lorenzetti | Geoff Duke         | Alfredo Milani       | Poročilo |
| 1950   | Monza      |                      | Gianni Leoni       | Dario Ambrosini   | Geoff Duke         | Geoff Duke           | Poročilo |
| 1949   | Monza      |                      | Gianni Leoni       | Dario Ambrosini   |                    | Nello Pagani         | Poročilo |